# 落語天女おゆい キャラクターソングス
『落語天女おゆい キャラクターソングス』（らくごてんにょおゆい キャラクターソングス）は、テレビアニメ『落語天女おゆい』のキャラクターソングアルバム。2006年3月8日にThree Fat Samuraiから発売された。

## 概要
前半は、メインキャラクター6人で歌った7曲のキャラクターソングと、Little Nonが歌う「サクラサク」が収録されている。
後半には、前半の歌唱パートのオフヴォーカルが収録されている。
ジャケットには、メインキャラクター6人の変身後の姿がプリントされている。

## 曲目
1. sweet my darlin
歌：月島唯（CV：後藤沙緒里）
作詞：ashrie、作曲：和也、編曲：山口一久
2. ココロのハネ 〜I can fly！〜
歌：小石川鈴（CV：清水愛）
作詞：田辺智絵子、作曲・編曲：野中＜マサ＞雄一
3. マーガレットの心
歌：谷中妙（CV：沢城みゆき）
作詞：田辺智絵子、作曲・編曲：野中＜マサ＞雄一
4. Searchin' for
歌：千石涼（CV：小林ゆう）
作詞・作曲・編曲：市川淳
5. Digital Emotion
歌：内藤晶（CV：野田順子）
作詞：田辺智絵子、作曲・編曲：野中＜マサ＞雄一
6. white angel
歌：飛鳥山雅（CV：小島幸子）
作詞：ashrie、作曲：和也、編曲：山口一久
7. Fly High
歌：月島唯（CV：後藤沙緒里）
作詞：ashrie、作曲：和也、編曲：山口一久
8. ア・イ・シ・テ・ル
歌：ノゾミ（Little Non）
作詞・作曲：Little Non、編曲：山口一久
9. sweet my darlin（インストゥルメンタル）
10. ココロのハネ 〜I can fly！（インストゥルメンタル）
11. マーガレットの心（インストロメンタル）
12. Searchin' for（インストゥルメンタル）
13. Digital Emotion（インストロメンタル）
14. white angel（インストゥルメンタル）
15. Fly High（インストゥルメンタル）
16. ア・イ・シ・テ・ル（インストゥルメンタル）